# 霍吉爾國家公園
霍吉爾國家公園是伊朗的國家公園，位於該國北部德黑蘭省，處於厄爾布爾士山脈南坡，成立於1982年，面積100平方公里，有亞洲野貓等野生動物棲息。

## 历史
自 1754 年以来，该地区一直是皇家野生动物保护区，并于 1979 年被纳入Jajrood 保护区。
工业园内有科吉尔村，以及庞大的科吉尔导弹生产综合体，后者归沙希德·赫马特工业集团所有。

## 植物
海拔 1,400 米（4,600 英尺）以上的植被包括最主要的翅轴黄连木( Pistacia atlantica)、叶樱桃( Prunus lycioides )，其间点缀着鼠李属( Rhamnus pallasi )、波斯桧树 ( Juniperus excelsa )、欧洲酸樱桃 ( Prunus cerasus ) 和栒子灌木丛。

## 动物
自 2005 年以来，在保护区内使用热成像仪调查记录到了波斯豹和亚洲野猫，并于 2008 年春天首次记录到了一只兔耳猫。